# 中塚智實
中塚智實（日语：中塚智実，1993年6月18日—）為日本女性偶像團體「AKB48」的前成員之一。日本埼玉縣出身，隸屬於經紀公司Dresscode旗下。原為5期研究生的中塚是在2009年1月29日昇格至Team B，成為AKB48的正式成員。2013年7月毕业。

## 人物
- 原本為劇場研究生（5期生）、2009年1月29日昇格至Team B。
- 因為和自由播報員瀧川克里斯特爾很相似、所以成員們常常稱呼她為(Chris)。
- 2009年8月23日舉行的「AKB104選拔成員組閣祭」演唱會中，宣布從2010年開始改組至Team K。
- 和Team K的近野莉菜、元Team K的成瀨理沙為同學。
- 為AKB48料理部部長。
- 2012年8月於AKB48東京巨蛋演唱會中，宣佈改組至Team A。
- 2013年5月20日，在Team A公演上宣佈畢業；6月13日毕业公演；7月7日最終参加握手会，从AKB48畢業。

## 參加AKB48樂曲

### 單曲CD選抜曲
- 機會的順序

Under Girls名義
- 專屬於我的value

Theater Girls名義
- 飛機雲
- 我的YELL

Team K名義
- ALIVE

DIVA名義
- 區域K

## 分組參加曲
TeamA 4th Stage「正在戀愛中」復活公演
1. 歸郷

※佐藤由加理的代役。
研究生「正在戀愛中」公演
1. 歸郷

TeamA 5th Stage「恋愛禁止条例」公演
1. 盛夏的聖誕玫瑰

※佐藤由加理的代役。
TeamB 4th Stage「偶像的黎明」公演
1. 残念少女
2. 天國小子（伴舞）

THEATER G-ROSSO「不要让梦想死去」公演
1. Bye Bye Bye

※高橋南・梅田彩佳的替補
TeamK 6th Stage「RESET」公演
1. 逆轉的王子殿下
2. 制服的抵抗※

※仁藤萌乃的Unit Under

## 演出

### 電視劇
- 馬路須加學園 第11話・最終話（2010年3月19日・26日、東京電視台） - 飾演 トモミ
- 馬路須加學園2 最終話（2011年7月1日、東京電視台） - 飾演 トモミ

### 電視動畫
- 火影忍者疾風傳 第455話・第456話（2011年11月3日・10日 - 不定期出演、東京電視台） - 飾演 久野
- 火影忍者疾風傳 第521話・第522話 - 飾演 豊
- 王者天下2（2013年6月8日 - 不定期出演、NHK BS Premium） - 飾演 陽

### TV
- すイエんサー（2009年5月12日・26日・6月16日・11月3日、NHK教育）
- AKB48+10!（2008年9月1日・11月2日・12月1日・2009年3月2日・4月4日、エンタ!371）
- 週刊AKB（2009年7月10日 - 17日、東京電視台）

- すイエんサー（2009年5月12日・26日・6月16日・11月3日、NHK教育）
- AKB48+10!（2008年9月1日・11月2日・12月1日・2009年3月2日・4月4日、エンタ!371）
- 週刊AKB（2009年7月10日・17日・8月21日・10月23日・30日・2010年3月19日 - 4月2日・8月13日・10月22日・29日、東京電視台）
- AKBINGO!（2009年8月26日・2010年11月10日 - 12月1日・29日・2011年1月5日・6月29日・7月20日、日本電視台）
- 有吉AKB共和国（2010年10月21日） - 「有吉AKB共和国 特別編 全部都看見!選抜猜拳大会」與高橋みなみ、指原莉乃的對戰
- GirlsNews〜アイドル（2011年4月2日 - 、Pigoo HD・エンタ!371）
- AKB48神TV特別節目〜發現全新自我 「你好」韓國海軍部隊〜（家庭劇場、2011年7月17日）

### 電台
- AKB48 明日までもうちょっと。（2009年10月5日、文化放送）
- ON8「柱NIGHT! with AKB48」（2009年12月14日・2010年1月18日、bayfm）
- DJ Tomoaki's Radio Show!（2010年9月16日、下北FM） - 助手MC
- アイガク 大江戸アイドル学園（2010年12月 - 、レインボータウンFM） - パーソナリティ

### 電影
- 時空警察ヴェッカー デッドリーナイトシェード（2011年） - 主演・飾演 双葉蓮[2]
- 鬼髮傳說（2014年） - 主演・飾演 高野麻美

### 舞台劇
- AKB歌劇團「∞・Infinity」（2009年10月30日 - 11月8日、THEATER G-ROSSO） - 飾演 恵理
- Alice in Deadly School（2010年10月14日 - 17日、六行会ホール） - 飾演 青池和磨
- 落下ガール（2011年2月3日 - 6日、渋谷区文化センター大和田・伝承ホール） - 飾演 中野真由美

## 外部連結
- DRESS CODO官網（日語）
- 中塚智實 Blog 「中塚智實オフィシャルブログ（仮）」 Pwered by Ameba（页面存档备份，存于）（日語）
- 中塚智實的X（前Twitter）（日語）